# Puccinia chaetochloae
Puccinia chaetochloae ist eine Ständerpilzart aus der Ordnung der Rostpilze (Pucciniales). Der Pilz ist ein Endoparasit von Ixophorus unisetus, Paspalum, Pennisetum spicatum und Borstenhirsen. Symptome des Befalls durch die Art sind Rostflecken und Pusteln auf den Blattoberflächen der Wirtspflanzen. Das Verbreitungsgebiet umfasst das tropische und subtropische Amerika.

## Merkmale

### Makroskopische Merkmale
Puccinia chaetochloae ist mit bloßem Auge nur anhand der auf der Oberfläche des Wirtes hervortretenden Sporenlagern zu erkennen. Sie wachsen in Nestern, die als gelbliche bis braune Flecken und Pusteln auf den Blattoberflächen erscheinen.

### Mikroskopische Merkmale
Das Myzel von Puccinia chaetochloae wächst wie bei allen Puccinia-Arten interzellulär und bildet Saugfäden, die in das Speichergewebe des Wirtes wachsen. Spermogonien oder Aecidien sind nicht bekannt. Die Uredien wachsen beidseitig und sind lange von der Epidermis bedeckt. Ihre Uredosporen sind länglich bis eiförmig, 30–42 × 22–28 µm groß, braun und fein stachelwarzig. Die Telien der Art sind schwarz und von der Epidermis bedeckt. Die Teleutosporen sind zweizellig, keulenförmig bis ellipsoid und 32–40 × 20–26 µm groß; ihre Stiele sind 25 µm lang und goldgelb.

## Verbreitung
Das Verbreitungsgebiet von Puccinia chaetochloae umfasst ein Areal, das von den südlichen USA bis nach Brasilien reicht.

## Ökologie
Die Wirtspflanzen von Puccinia chaetochloae sind Ixophorus unisetus, Paspalum spp., Pennisetum spicatum und Borstenhirsen (Setaria spp.). Der Pilz ernährt sich von den im Speichergewebe der Pflanzen vorhandenen Nährstoffen, seine Sporenlager brechen später durch die Blattoberfläche und setzen Sporen frei. Die Art verfügt über einen Entwicklungszyklus mit Telien und Uredien, Spermogonien und Aecidien fehlen.